# Agnolotti à la pavesane
Les agnolotti à la pavesane (agnolot ou agnulot en dialecte pavois), sont des pâtes aux œufs farcies typique de l’Oltrepò Pavese, une région de la province de Pavie dans le sud de la Lombardie.

## Caractéristiques
La garniture de ces agnolotti est faite à base de ragoût à la pavesane. Les agnolotti à la pavesane peuvent être servis seuls, avec un assaisonnement de ragoût à la mode de Pavie, ou en bouillon. C’est un plat typique traditionnel de Noël. 

## Histoire
La recette de ces pâtes aux œufs farcies montre les influences de la cuisine piémontaise et de la ville de Plaisance. La forme de la pâte a été empruntée cette première, c'est la même que celle des agnolotti piémontais. La garniture, elle, a été empruntée à la ville de Plaisance : le ragoût à la mode de Pavie est similaire au stracotto de Piacenza, qui constitue la garniture des anolini de Piacenza. Des similitudes apparaissent également avec une autre recette de la ville de Plaisance, celle des anolini alla bobbiese, qui sont servis secs comme les agnolotti.
L’origine du nom « agnolotto » est incertaine. Une tradition populaire parle d’un cuisinier du Montferrato nommé Angiolino, dit Angelot, comme celui qui a créé la recette. Plus tard, la spécialité d’Angelot deviendra l’actuel Agnolotti Piémontais. Ces derniers se distinguent des agnolotti de Pavie par leur garniture, réalisée avec de la viande rôtie. 

## Culture populaire
L'agnolotto de Pavese qui a atteint le record mondial de poids (148 kg) a été fabriqué à Fortunago en 2015. Un concours de charité, appelé Palio dell'Agnolotto, est organisé dans l'Oltrepò Pavese, où les restaurants et les agritourismes locaux s'affrontent dans la préparation de l'agnolotti de Pavese dans le but de remporter l'événement après le vote des juges, qui récompense les trois meilleurs agnolotti de Pavese et décerne le prix spécial pour la meilleure présentation.